# Michel Scarbonchi
 (mai 2011).
Si vous disposez d'ouvrages ou d'articles de référence ou si vous connaissez des sites web de qualité traitant du thème abordé ici, merci de compléter l'article en donnant les références utiles à sa vérifiabilité et en les liant à la section « Notes et références ».
Michel Scarbonchi, le 24 juillet 1950 à Casablanca (Maroc), est un homme politique et homme d'affaires français. Il fut député européen entre 1997 et 2004, élu sur la liste du MRG en 1994 puis sur la liste de François Hollande en 1999. Proche d'Émile Zuccarelli, il soutint la candidature de Jean-Pierre Chevènement à l'élection présidentielle de 2002, puis rejoint le Mouvement républicain et citoyen dont il devient secrétaire national. Il fut également conseiller régional d'Ile-de-France de 1998 à 2004 et conseiller municipal de Sartrouville en 2001. Après trente quatre ans de militantisme actif il quitte la politique active pour créer son cabinet de consultant à l'International.

## Biographie

### Études
Son père, officier, est conseiller de l'armée royale marocaine. Enfant, il sera partagé jusqu'à l'âge de 9 ans entre le Maghzen et la ferme de son grand-père à Bouznika. Il sera élevé dans une communauté corse issue du même village, Cuttoli-Corticchiato. En 1959, son père est nommé à la tête de la SAS de Zemorah, en Algérie, où le Général de Gaulle viendra, cette même année pour sa tournée des popotes. Son père étant affecté à Fréjus, Michel Scarbonchi fera ses études au lycée Saint-Exupéry de Saint-Raphaël. Bien qu'asthmatique jusqu'à l'âge de 10 ans, il devient un excellent sportif, notamment en course à pied (1 500 mètres). Il participera, jusqu'à 25 ans, à de nombreuses compétitions ASSU et nationales. Il est le cousin de Bernard Squarcini. 
À 18 ans, il est breveté parachutiste en prémilitaire. Il effectue son service militaire à Bayonne au 1er RPIMA. Sous-officier, il formera des promotions d'appelés. Inscrit à Sciences Po Aix de février à juin 1972, il sera transféré à Paris, en 2e année de Relations Internationales. De 1972 à 1975, il fera l'Institut d'études politiques de Paris, section relations internationales. Il devient président de l'Association Sportive de Science-Po, en 1973. Il anime la section cross, crée la section parachutisme et joue avec François Hollande dans l'équipe de foot de l'Institut. 

### Entrée en politique
Dans le même temps, membre de la Fédération de Paris du Parti Radical et du Mouvement Réformateur, il rejoint le Mouvement des Radicaux de Gauche que viennent de créer Maurice Faure et Robert Fabre. Michel Scarbonchi est cofondateur, avec Jean-Pierre Matteï du Mouvement des Jeunes Radicaux de Gauche (MJRG). Il est délégué national aux Collectivités locales en 1975.
Envoyé en Argentine, avec Éric Allain, par Robert Fabre, pour renouer les liens entre les Radicaux français et l'Union Civique Radicale argentine (U.C.R.), en juillet 1975. Il y restera deux mois avant le coup d'État militaire. Il contribuera au sauvetage et à l'asile politique en France d'une grande figure du radicalisme argentin, arrêté, emprisonné et torturé par la Junte, le Sénateur Hipolito Solari-Yrigoyen et se liera d'amitié avec Raul Alfonsin, futur président. Il participera, avec Pierre Bercis, président des Nouveaux Droits de l'Homme aux nombreuses manifestations d'Argentine, du Chili et d'Uruguay. 
De 1976 à 1978, Michel Scarbonchi sera attaché parlementaire du groupe MRG de l'Assemblée Nationale. Il travaille auprès de Robert Fabre et de Jacqueline Thome-Patenôtre. 
En 1976, il est candidat MRG-PS aux élections cantonales de Bray-sur-Seine (77) contre le ministre Alain Peyrefitte. En 1977, il est élu conseiller municipal de Bray-sur-Seine et le restera jusqu'en 1982. Cette même année 1977, il est l'auteur avec Roger-Gérard Schwartzenberg du Manifeste Municipal des Radicaux de Gauche. En 1978, il est candidat MRG-PS aux élections législatives de Provins face au Ministre-Académicien Peyrefitte. En septembre de cette même année, il intègre le groupe Renault. Il y restera jusqu'en 1985. 
En 1981, il est l'un des animateurs de la candidature présidentielle de Michel Crépeau, Président du MRG et Député-maire de La Rochelle. Il deviendra, en 1983, maire-adjoint de Montesson, dans les Yvelines. De 1985 à 1988, il est consultant et travaille principalement en Amérique du Sud. En 1988, avec le député Dominique Saint-Pierre, il représente le MRG dans le staff de campagne de François Mitterrand. Un an plus tard, il aide son ami Émile Zuccarelli, député-maire de Bastia, à conquérir le MRG et en devient le Délégué Exécutif, fonction qu'il exercera jusqu'en 1992. Durant cette période, il est avec le socialiste Jean-Pierre Deck, la cheville ouvrière de l'opération France-Unie lancée par l'Élysée pour élargir la majorité présidentielle.  Sous la houlette de Jean-Pierre Soisson et d'Émile Zuccarelli, il gère, avec Jacques Pilhan à la communication, des personnalités aussi diverses que Michel Durafour, Bernard Kouchner, Bernard Tapie, Olivier Stirn, Thierry de Beaucé. Lorsqu'Émile Zuccarelli devient ministre des Postes et Télécommunications, il est conseiller spécial du Ministre (1992-1993). En 1993, il fera adhérer au MRG Bernard Tapie et Frédéric Mitterrand. De 1993 à 1995, il est conseiller du Président de la Cogecom (Holding de France Télécom). En 1994, il milite activement pour la liste européenne radical de gauche. Désigné 7e sur la liste par les instances dirigeantes du MRG, il se retrouvera, à la suite d'un désaccord politique avec Jean-François Hory, Président du MRG, 14e sur la liste Énergie Radicale aux européennes. Il y aura 13 élus !...

### Député européen
Premier entrant, il remplacera Bernard Tapie, en janvier 1997, lors de la démission de ce dernier. Il est élu conseiller régional d'Ile-de-France sur la liste de Jean-Paul Huchon en 1998. Il devient président de la commission des Affaires Européennes et Internationales et secrétaire général de Metropolis (1998-2002), l'association mondiale des métropoles. De 1998 à 2004, comme Président de la Commission des Affaires Internationales et Européennes, il met en place la grille des critères d'attributions des subventions aux associations qui sera reprise dans de nombreuses collectivités locales françaises et qui lui vaudra la médaille d'or des élus de la Région en 2008. Il signera 22 accords de coopération avec les régions du monde et fera réaliser le lycée de Rufisque à Dakar.
En 1999, il est élu en 24e position sur la liste européenne PS-MRG-MRC conduite par François Hollande. Il entrera, en avril 2001, au Parlement de Strasbourg. Entre-temps, il est conseiller d'Yves Cousquer, le président d'Aéroports de Paris (ADP). Lors de ses deux mandats européens partiels, Michel Scarbonchi sera membre des commissions du Budget et du Développement, délégué aux A.CP. (Afrique-Caraïbes-Pacifique) et, dans le cadre de l'élargissement, il sera Vice-Président de la commission mixte Union Européenne-Hongrie. Il participera à de nombreuses missions d'observations électorales, de médiation, d'enquêtes au Togo, au Bénin, en Mauritanie, au Maroc, en Algérie, au Congo, en R.D.C., à Djibouti, en Éthiopie, en Côte d'Ivoire, au Libéria. 
En désaccord avec Lionel Jospin sur le dossier Corse, il rejoindra avec Émile Zuccarelli et de nombreux responsables PRG, Jean-Pierre Chevènement, dont il soutiendra la candidature à l'élection présidentielle de 2002. Il participera activement à la campagne du non au référendum en Corse en juillet 2003.
En septembre 2003, il est mis en examen pour recel d'abus de biens sociaux dans le cadre d'une escroquerie à la TVA communautaire à laquelle a participé l'un de ses cousins. Michel Scarbonchi sera relaxé par le tribunal de grande instance de Paris en janvier 2011. 

### Retrait de la politique et retour aux affaires
En 2004, en quittant le Parlement européen, Michel Scarbonchi décide d'arrêter la politique et crée, en juin 2004, son cabinet de consultant à l'International. L'usure de 34 années de militantisme politique a joué tout autant que le constat amer d'une vie politique devenue, non plus un combat d'idées mais un concours de marketing et de sondage. 
Depuis 2006, Michel Scarbonchi collabore à des notes et propositions sur l'Afrique dont il est devenu un spécialiste reconnu. Il participe au rassemblement de la famille radicale pour le soutien au candidat de gauche en 2012. Il est un membre actif, à Bruxelles, de l'Association des Anciens Députés européens (AADE) dans le cadre des actions d'observations électorales et de médiation des conflits.
En mai 2018 il fonde Molitor International Conseil, firme de chasseur de tête En France et en Afrique filiale de son cabinet MS Consultants.

## Décorations
- Chevalier de la Légion d'honneur (2000)
- Officier de l'Ordre du Mono (Togo)
- Officier de l'Ordre du Léo (Sénégal)
- Médaille d'honneur du Parlement Européen